# Otto Anthes

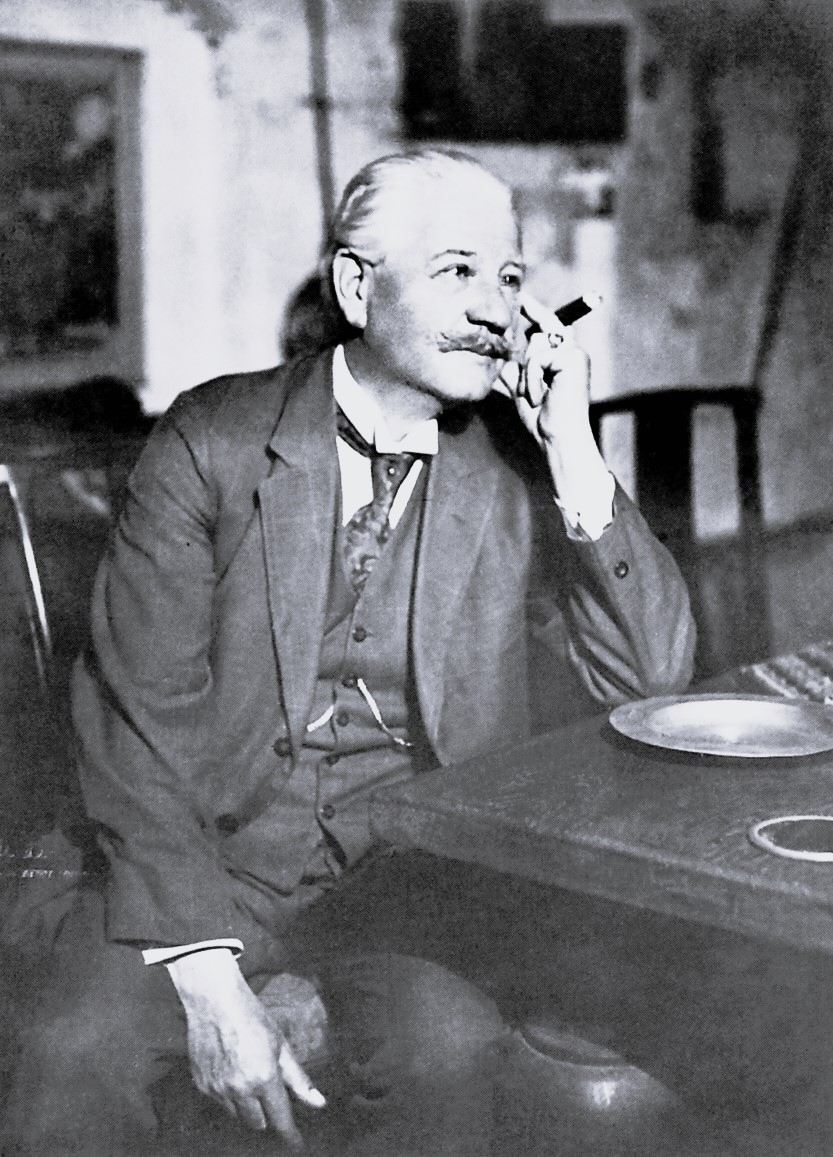
Otto Anthes (1927)

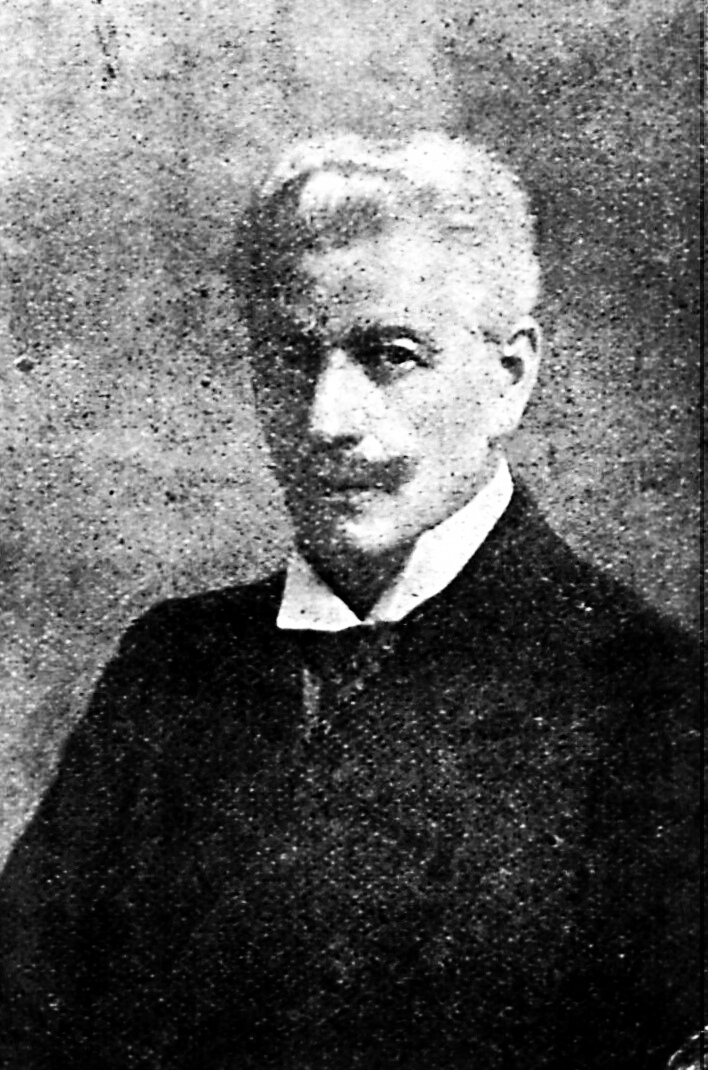
Otto Anthes (1917)

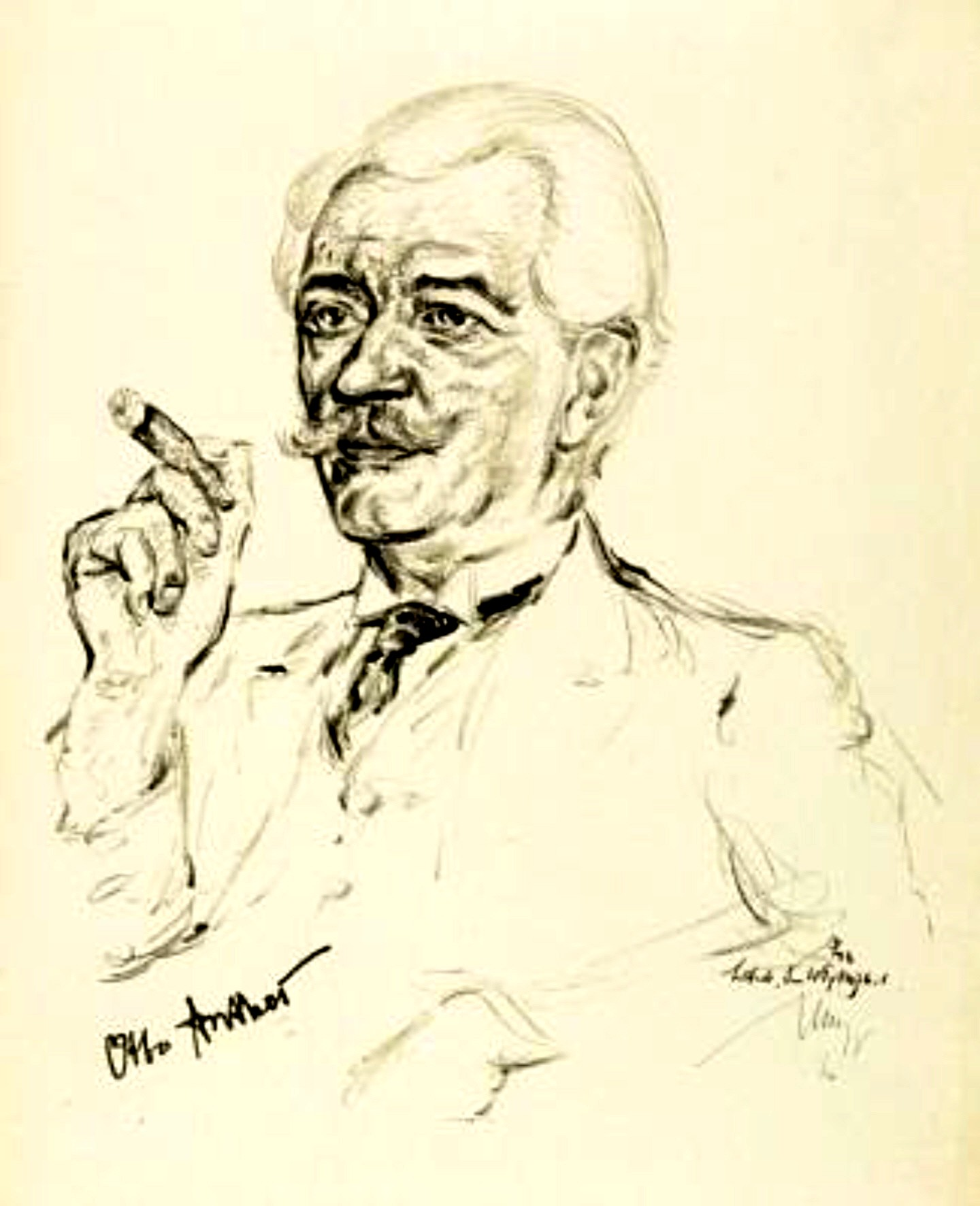
Emil Stumpp: Otto Anthes (1926)

Otto Anthes (* 7. Oktober 1867 in Michelbach an der Aar; † 19. November 1954 in Wiesbaden) war ein deutscher Pädagoge und Schriftsteller.

## Leben
Otto Anthes war der Sohn des evangelisch-lutherischen Pastors Eugen Anthes und zweites von sieben Kindern. Fast seine gesamte Kindheit verbrachte er in Kaub am Rhein. Nachdem er 1886 das Abitur am Fürstlichen Landesgymnasium in Korbach (heute Alte Landesschule Korbach) in Waldeck abgelegt hatte, begann er noch im selben Jahr an der Universität Leipzig und später in Halle (Saale) Theologie, alte Sprachen und Germanistik zu studieren.
Nach seinem Studium ging Anthes 1891 in den Schuldienst. Als Lehrer war er zuerst in Weidenau an der Sieg, dann in Altenburg und in Sondershausen tätig. 1898 wurde er zum Oberlehrer befördert und nach Gera versetzt, an die Zabelsche höhere Töchterschule (heute: Zabel-Gymnasium). Seit 1903 lebte Anthes als Oberlehrer in der Freien und Hansestadt Lübeck und unterrichtete Deutsch und evangelische Religion an der staatlichen Ernestinenschule zu Lübeck, einer höheren Mädchenschule, seit 1919 Mädchengymnasium. Seine Laufbahn als Professor (seit 1909) und Oberstudienrat (seit 1924) beendete er am 1. April 1926 aus gesundheitlichen Gründen; danach war er als freier Schriftsteller tätig.
Während seiner Zeit in Lübeck wirkte er u. a. auch als bürgerliches Mitglied der Theaterbehörde (1918–1933), als Mitbegründer und erster Vorsitzender des Lübecker Volksbühnenvereins (1921–1933 und erneut 1946 bei der Neugründung), als Vorsitzender der Literarischen Gesellschaft, als Mitglied im Ausschuss für die Freilichtbühne und als Schriftleiter der Kulturzeitschriften Die Trese und Die Salzspeicher. In der winzigen Künstlerkneipe Zur Eule, benannt nach dem Wirt Friedrich Eulert, war er gut 16 Jahre lang Mittelpunkt beim allabendlichen Stammtisch, zu dem neben zahlreichen Lübecker Größen der Maler Karl Gatermann d. Ä. gehörte, zeitweise auch die Schauspielerin Fita Benkhoff, der Redakteur, Politiker und ein späteres Opfer des Hitlerattentats vom 20. Juli 1944 Julius Leber oder das stadtbekannte Lübecker Original Ernst Albert, der im Adressbuch die Berufsbezeichnungen führte: Theaterdirektor, Ober-Präparator am Museum am Dom und Gelegenheitsdichter. Weitere Gäste des Stammtisches waren gelegentlich der Dirigent Hermann Abendroth, der Regisseur Jürgen Fehling und der Dichter Herbert Eulenberg; auch Joachim Ringelnatz und selbst Thomas Mann wurden gesehen.
1936 übersiedelte Anthes nach Wiesbaden, von wo aus er 1942 durch die Bombardierungen zu einem Freund nach Niederschlesien vertrieben wurde. 1945 flüchtete er an den Bodensee, lebte von 1946 bis 1948 erneut in Lübeck, um danach endgültig wieder nach Wiesbaden zu ziehen. Am 19. November 1954 starb Otto Anthes im Alter von 87 Jahren in Wiesbaden, wo er auf dem Nordfriedhof seine letzte Ruhe fand.
Nach ihm wurde eine Schule am Lübecker Burgfeld benannt (Otto-Anthes-Volksschule (1960); seit 1994
IGS Geschwister-Prenski-Schule).

## Werke
- Sternschnuppen. 10 Novellen, Leipzig 1896.
- Möblierte Herren. Wanda. 2 Novellen, Leipzig 1897.
- Klosterjungen, unter dem Pseudonym O. Eugen Thossan, zusammen mit F. Gräfin zu Reventlow, Leipzig 1897.
- Beim Kommiß, Leipzig 1897.
- Ledige Bräute, Leipzig 1899.
- Das Marockche, Gera 1902.
- Dichter und Schulmeister, Leipzig 1904.
- Der papierne Drache, Leipzig 1905.
- Erotik und Erziehung, Leipzig 1908.
- Don Juans letztes Abenteuer. Drama. Berlin 1909. (Als Opernlibretto vertont von Paul Graener.)
- Deutsche Sprachlehre für deutsche Kinder, Leipzig 1909.
- Heinz Hauser, ein Schulmeisterleben, Leipzig 1912.
- Rund um die Erde zur Front. Dem Flüchtling nacherzählt. Berlin 1917.
- Bunter Herbst. Gedichte. Lübeck 1917.
- Frau Juttas Untreue. Das Narrengericht. Theophano. (Opernlibretti, vertont von Paul Graener); Berlin 1918.
- Lübische Geschichten. Tübingen 1922.
- Herzklostersee. Novelle. Tübingen 1923.
- Unter den sieben Türmen. Lübische Geschichten. Leipzig 1926.
- Kapitänsgeschichten. Lübeck 1929.
- Zum Reiche wöll'n wir stan. Historische Erzählungen. Köln 1941.
- Der Graf von Chasot, 1. Aufl. Bleckede 1948; Neuausgabe Lübeck 1980.
- Lübeck – du seltsam schöne Stadt, Lübeck 1943, 4. Aufl. Lübeck 1982. ISBN 3-7950-0078-5.
- Die Regelmühle : von der deutschen Sprachlehre, Leipzig 1906.
- Ein Kranz von Versen um die schönste Stadt, Lübeck 1947.
- Von Uschi zu Ursula, Kempen 1949.
- Lübecker Miniaturen, Hamburg 1948.
- Lübecker Abc (gezeichnet von Carl Julius Milde, ergänzt mit Anekdoten von Otto Anthes), Lübeck 1975. ISBN 3-87498-127-4.